# Mississippi tarajosteknős
A mississippi tarajosteknős (Graptemys pseudogeographica kohni) a hüllők (Reptilia) osztályába, a teknősök (Testudines) rendjébe és a mocsáriteknős-félék (Emydidae) családjába tartozó faj. Az Egyesült Államok középső vidékein honos. Népszerű háziállat.

## Nevének eredete
Nevét nem Mississippi államról, hanem a Mississippi folyóról kapta. Latin nevében a kohni a New Orleans-i Gustave Kohnra utal, aki a típuspéldányt begyűjtötte.

## Élőhelye
A Mississippi folyó és mellékfolyói vidékén található meg, Illinoistól és Missouritól dél felé.

## Jellemzői
A nőstények a hímeknél jóval nagyobbak. A kifejlett hímnek 9–13 cm, a nősténynek 15–25 cm a teknőátmérője. A hím vékonyabb, a növésben lévő példányokra emlékeztet, míg a nőstények vaskosabb testalkatúak.

## Fordítás
- Ez a szócikk részben vagy egészben  a   Mississippi map turtle című angol Wikipédia-szócikk ezen változatának fordításán alapul.  Az eredeti cikk szerkesztőit annak laptörténete sorolja fel. Ez a jelzés csupán a megfogalmazás eredetét és a szerzői jogokat jelzi, nem szolgál a cikkben szereplő információk forrásmegjelöléseként.